# Neuville-de-Poitou
Neuville-de-Poitou és un municipi francès situat al departament de la Viena i a la regió de la Nova Aquitània. L'any 2007 tenia 4.799 habitants.

## Demografia

### Població
El 2007 la població de fet de Neuville-de-Poitou era de 4.799 persones. Hi havia 2.030 famílies de les quals 612 eren unipersonals (280 homes vivint sols i 332 dones vivint soles), 684 parelles sense fills, 580 parelles amb fills i 154 famílies monoparentals amb fills.
La població ha evolucionat segons el següent gràfic:
Habitants censats

### Habitatges
El 2007 hi havia 2.260 habitatges, 2.061 eren l'habitatge principal de la família, 31 eren segones residències i 168 estaven desocupats. 1.838 eren cases i 411 eren apartaments. Dels 2.061 habitatges principals, 1.307 estaven ocupats pels seus propietaris, 723 estaven llogats i ocupats pels llogaters i 31 estaven cedits a títol gratuït; 34 tenien una cambra, 173 en tenien dues, 377 en tenien tres, 610 en tenien quatre i 867 en tenien cinc o més. 1.612 habitatges disposaven pel capbaix d'una plaça de pàrquing. A 922 habitatges hi havia un automòbil i a 948 n'hi havia dos o més.

### Piràmide de població
La piràmide de població per edats i sexe el 2009 era:
| Homes | Edats   | Dones |
| ----- | ------- | ----- |
| 1     | 95 o +  | 7     |
| 9     | 90 a 94 | 35    |
| 33    | 85 a 89 | 42    |
| 28    | 80 a 84 | 46    |
| 78    | 75 a 79 | 110   |
| 59    | 70 a 74 | 94    |
| 101   | 65 a 69 | 93    |
| 97    | 60 a 64 | 119   |
| 61    | 55 a 59 | 66    |
| 130   | 50 a 54 | 124   |
| 172   | 45 a 49 | 147   |
| 144   | 40 a 44 | 135   |
| 133   | 35 a 39 | 156   |
| 110   | 30 a 34 | 110   |
| 168   | 25 a 29 | 155   |
| 146   | 20 a 24 | 122   |
| 151   | 15 a 19 | 156   |
| 104   | 10 a 14 | 134   |
| 127   | 5 a 9   | 92    |
| 83    | 0 a 4   | 96    |

## Economia
El 2007 la població en edat de treballar era de 3.015 persones, 2.320 eren actives i 695 eren inactives. De les 2.320 persones actives 2.157 estaven ocupades (1.097 homes i 1.060 dones) i 163 estaven aturades (71 homes i 92 dones). De les 695 persones inactives 325 estaven jubilades, 204 estaven estudiant i 166 estaven classificades com a «altres inactius».

### Ingressos
El 2009 a Neuville-de-Poitou hi havia 2.097 unitats fiscals que integraven 4.831,5 persones, la mediana anual d'ingressos fiscals per persona era de 18.396 €.

### Activitats econòmiques
Dels 272  establiments que hi havia el 2007, 2 eren d'empreses extractives, 13 d'empreses alimentàries, 16 d'empreses de fabricació d'altres productes industrials, 35 d'empreses de construcció, 74 d'empreses de comerç i reparació d'automòbils, 8 d'empreses de transport, 17 d'empreses d'hostatgeria i restauració, 3 d'empreses d'informació i comunicació, 14 d'empreses financeres, 14 d'empreses immobiliàries, 26 d'empreses de serveis, 28 d'entitats de l'administració pública i 22 d'empreses classificades com a «altres activitats de serveis».
Dels 77 establiments de servei als particulars que hi havia el 2009, 1 era una oficina d'administració d'Hisenda pública, 1 gendarmeria, 1 oficina de correu, 5 oficines bancàries, 10 tallers de reparació d'automòbils i de material agrícola, 1 taller d'inspecció tècnica de vehicles, 2 autoescoles, 5 paletes, 8 guixaires pintors, 9 fusteries, 4 lampisteries, 3 electricistes, 1 empresa de construcció, 7 perruqueries, 1 veterinari, 10 restaurants, 5 agències immobiliàries, 1 tintoreria i 2 salons de bellesa.
Dels 29 establiments comercials que hi havia el 2009, 3 eren supermercats, 5 fleques, 1 una carnisseria, 1 una peixateria, 1 una llibreria, 6 botigues de roba, 1 una sabateria, 3 botigues de mobles, 2 botigues de material esportiu, 1 un drogueria, 2 joieries i 3 floristeries.
L'any 2000 a Neuville-de-Poitou hi havia 49 explotacions agrícoles que ocupaven un total de 2.002 hectàrees.

## Equipaments sanitaris i escolars
El 2009 hi havia 2 farmàcies i 1 ambulància.
El 2009 hi havia 1 escola maternal i 3 escoles elementals. Neuville-de-Poitou disposava d'un col·legi d'educació secundària amb 669 alumnes.

## Poblacions més properes
El següent diagrama mostra les poblacions més properes.